# Bohdan Karczewski
Bohdan Karczewski (ur. 23 września 1930 w Grodzisku Mazowieckim, zm. 10 grudnia 1978 w Warszawie) – polski fizyk teoretyk.

## Życiorys

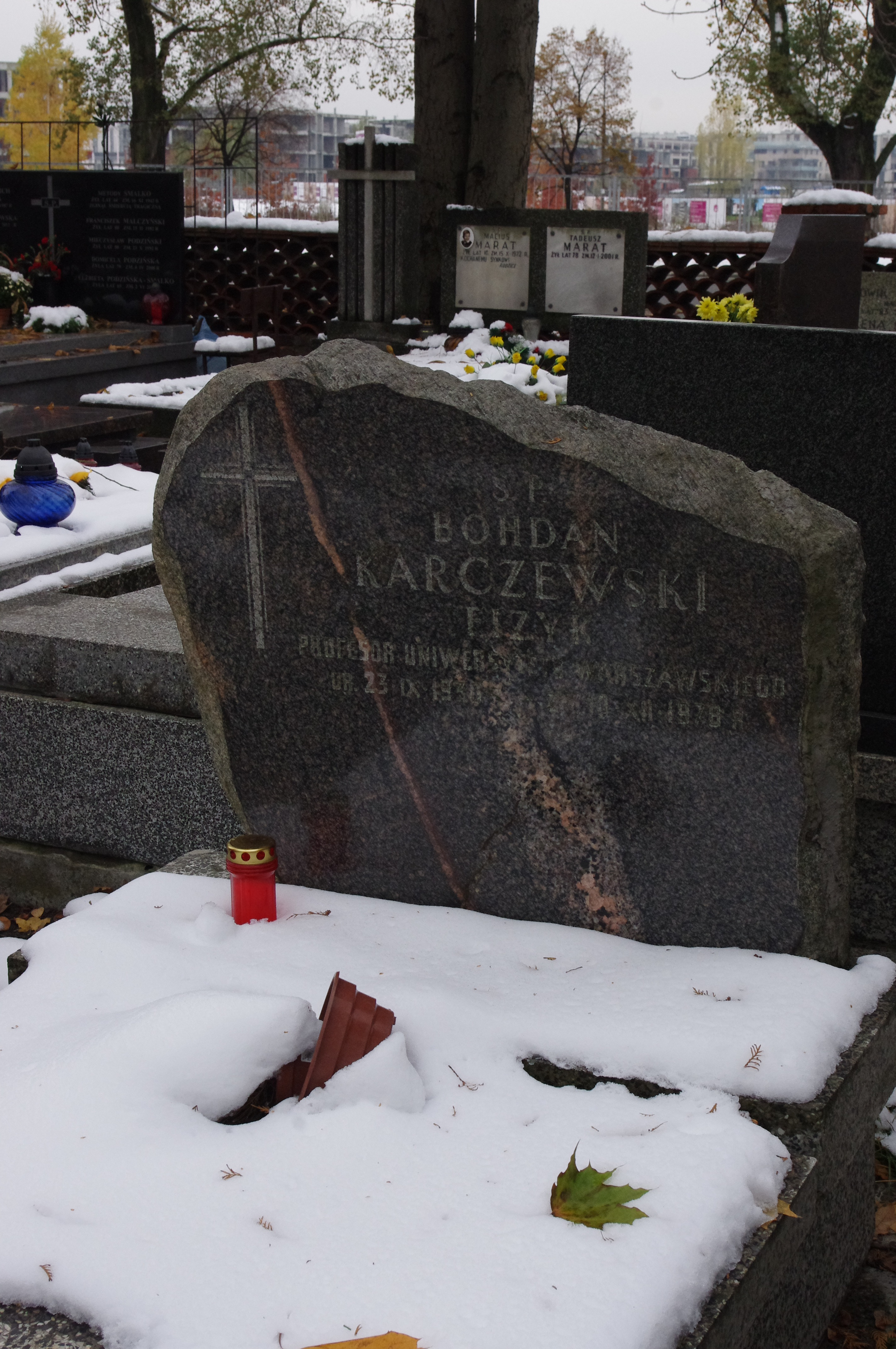
Grób fizyka Bohdana Karczewskiego na Cmentarzu Wilanowskim w Warszawie

Ukończył szkołę powszechną w Grodzisku Mazowieckim. Naukę kontynuował na poziomie szkoły średniej w ramach konspiracji (na tajnych kompletach). Był członkiem Szarych Szeregów.
Po zdaniu matury w 1948 rozpoczął studia na Wydziale Matematyki, Fizyki i Chemii Uniwersytetu Warszawskiego. W 1952 rozpoczął pracę dydaktyczną w Instytucie Fizyki Doświadczalnej UW jako zastępca asystenta. W 1954 uzyskał tytuł magistra na podstawie pracy Ugięcie fal Diraca i rozpoczął studia aspiranckie w Instytucie Fizyki PAN. Doktorat obronił w 1959 na podstawie rozprawy pt. Approximate Formulae of Diffracted Electromagnetic Wave. W 1960 wyjechał na stypendium do Leningradu, a w 1961 na dwuletni staż naukowy na Uniwersytet w Rochester, gdzie pracował pod kierunkiem wybitnego optyka prof. E. Wolfa. Po powrocie w 1963 uzyskał habilitację, przedstawiając rozprawę pt. Coherence Theory of the Electromagnetic Field. Po habilitacji został wykładowcą na Politechnice Warszawskiej. Został tam mianowany docentem. W latach 1967–1969 był zastępcą dyrektora ds. naukowych, a w latach 1969–1972 dyrektorem Instytutu Fizyki Politechniki Warszawskiej. W 1970 został mianowany profesorem nadzwyczajnym. W latach 1970–1973 był profesorem Politechniki Warszawskiej, od roku 1973 zaś profesorem Uniwersytetu Warszawskiego, gdzie kierował Zakładem Optyki Instytutu Fizyki Doświadczalnej. 
Należał także do kolegium redakcyjnego międzynarodowego czasopisma „Optica Acta”, był członkiem Amerykańskiego Towarzystwa Optycznego, uczestniczył w działalności Komitetu Fizyki PAN, a także był wiceprzewodniczącym Zarządu Głównego Polskiego Towarzystwa Fizycznego. W latach 1975–1978 był wiceprzewodniczącym International Commission for Optics.
Prof. Karczewski zajmował się szczególnie klasyczną i kwantową teorią pola elektromagnetycznego oraz jej zastosowaniami, a także teorią dyfrakcji oraz spójności pola elektrycznego. Tłumaczył podręczniki fizyczne z języka rosyjskiego.
Zmarł w Warszawie, pochowany został na cmentarzu w Wilanowie.